# Museo Arqueológico y Etnológico de Lucena
El Museo Arqueológico y Etnológico de Lucena es un museo de gestión y propiedad municipal de la ciudad de Lucena, en la provincia de Córdoba, España. 
Se encuentra ubicado en el Castillo del Moral, edificio civil militar del siglo XIV, del centro de la ciudad. En este edificio medieval se ha procurado compaginar el respeto al mismo y sus elementos singulares con las necesidades expositivas del museo.
En su interior alberga nueve salas que abarcan desde la evolución de la tierra, hasta la actualidad, pasando por la época medieval, los metales y la cerámica, sin olvidar una recreación de la vida de los neandertales y preneandertales en la Cueva del Ángel. También se puede visitar exteriormente el patio de Armas, el foso, el paso de ronda y la terraza de la Torre del Homenaje. 